# 崁頂鄉

崁頂市區

22°30′54″N 120°30′50″E / 22.514891°N 120.514014°E
崁頂鄉位於臺灣屏東縣西部，北毗萬丹鄉，西臨新園鄉，東鄰潮州鎮，南接東港鎮、南州鄉。地處屏東平原西南部，東港溪左畔，屬於平原鄉鎮，境內居民以閩南人居多，鄉境內與萬丹鄉接壤的力社村為平埔族群鳳山八社之一—力力社。
經濟產業以農業為主，作物以芝麻、蓮霧、檳榔、稻米、甘蔗居多，並以麻油聞名。南二高貫穿其境內。鄉名「崁頂」在臺語中的意思為「溪邊高地」。

## 歷史

崁頂街庄禁掘沙土護塚約碑

崁頂鄉舊稱「嵌頂」，係因地勢高亢，早期每逢雨季時，四周鄉鎮常有水患，僅有當地能免。另一說法則是早期先民渡臺沿力力溪上溯，向東眺望時先望見一塊坎上長滿竹林的坡坎，且地勢較四周地區突出。隨後日治時期時，改以俗字「崁頂」為地名。1950年立鄉時，鄉中崁頂部落位於鄉境中央位置，交通便捷且人口較多，因而成為鄉名。
明鄭時期，崁頂鄉為鳳山八社平埔族群馬卡道族力力社的墾居地。據港東李隆宮碑文紀載，鄭氏部將李明烈將軍，曾於此地區興修水利，屯田開墾。
漢人在大約康熙三十年（1691年）之後沿著力力溪（東港溪）、下淡水溪（高屏溪）新園鄉港西村一帶進入崁頂開墾，例如當地望族羅氏先祖羅旗，原籍福建省漳州府平和縣，入墾「舊港東」。清代港東里與港西里地名由來，是由於此區分別位於東港溪支流九甲溪港口之東、西兩側，以東稱港東里，以西稱港西里。
崁頂在清朝年間隸屬鳳山縣港東里，名稱始見於《鳳山縣志》:「按社倉之設，系康熙四十八年福建巡撫張伯行令各縣設立。捐粟則官與紳衿共之，看守則倉長與鄉耆同之。出入聽民間自便，官不得過而問，令各學教官查核其實數焉。......一、在港東裏嵌頂。一間俱系康熙四十八年知縣朱永清捐建。坊里原轄七里、二保、六莊、一鎮、十二社。今兆民日眾、人居日廣，複設港東、港西二里；合九里焉。縣屬轄九里、二保、六莊、一鎮、十二社。里、保、莊、鎮皆漢人所居，社則土番處焉。里：仁壽里、維新里、長治里俱在縣治之北、嘉祥里在縣治之東北、依仁里在縣治之北，與台灣縣交界、新昌里在縣治之西北、永寧里在縣治之西北，通七鯤身、港東里、港西里俱在縣治之西南。」
乾隆二十三年(1758年)，余文儀《續修台灣府志》記載：『淡水巡檢司在大崑麓(今枋寮鄉大庄村)。雍正九年建，今(乾隆23年)賃公館在港東里嵌頂街』。下淡水巡檢司移駐崁頂，崁頂村今有「衙門口」聚落，東港內關帝庄有「本司衙」地名一處，概是地名由來。(下淡水巡檢司位置變遷依序為:東港、萬丹、枋寮、崁頂)
日治時期，1904年，崁頂地區屬阿緱廳潮州支廳，並包括崁頂、過溪仔、洲仔、力社等庄。1920年，實施「地方制度改正」，崁頂地區改歸新園庄，屬高雄州東港郡，崁頂地區則分為崁頂、過溪子、洲子、力社等4個大字。
1946年，新園庄改為「新園鄉」，隸屬高雄縣東港區，而由於日治時期的崁頂地區與新園鄉行政中心之間隔著東港溪，且當時兩區域間並無橋梁交通，往來不便，故倡議分鄉。1950年3月24日，實施行政區域調整，將新園鄉的東港溪以東部份分鄉設治，成立崁頂鄉，並同時改隸屏東縣。

## 地理

### 地形
崁頂鄉位於屏東縣中部，屏東平原西南方，東方為潮州鎮，東南鄰新埤鄉，南隔溪洲溪與南州鄉相望，西南和東港鎮以九甲溪為界，西接新園鄉，北與竹田鄉相鄰。整體地勢平坦，高低落差不大，地勢由東向西漸低傾入東港鎮。土壤表層為黏板岩風化物的沖積土，呈灰色或灰黑色；底層則為砂礫，厚度約30公尺，整體土性呈微酸或中性反應。

### 水文

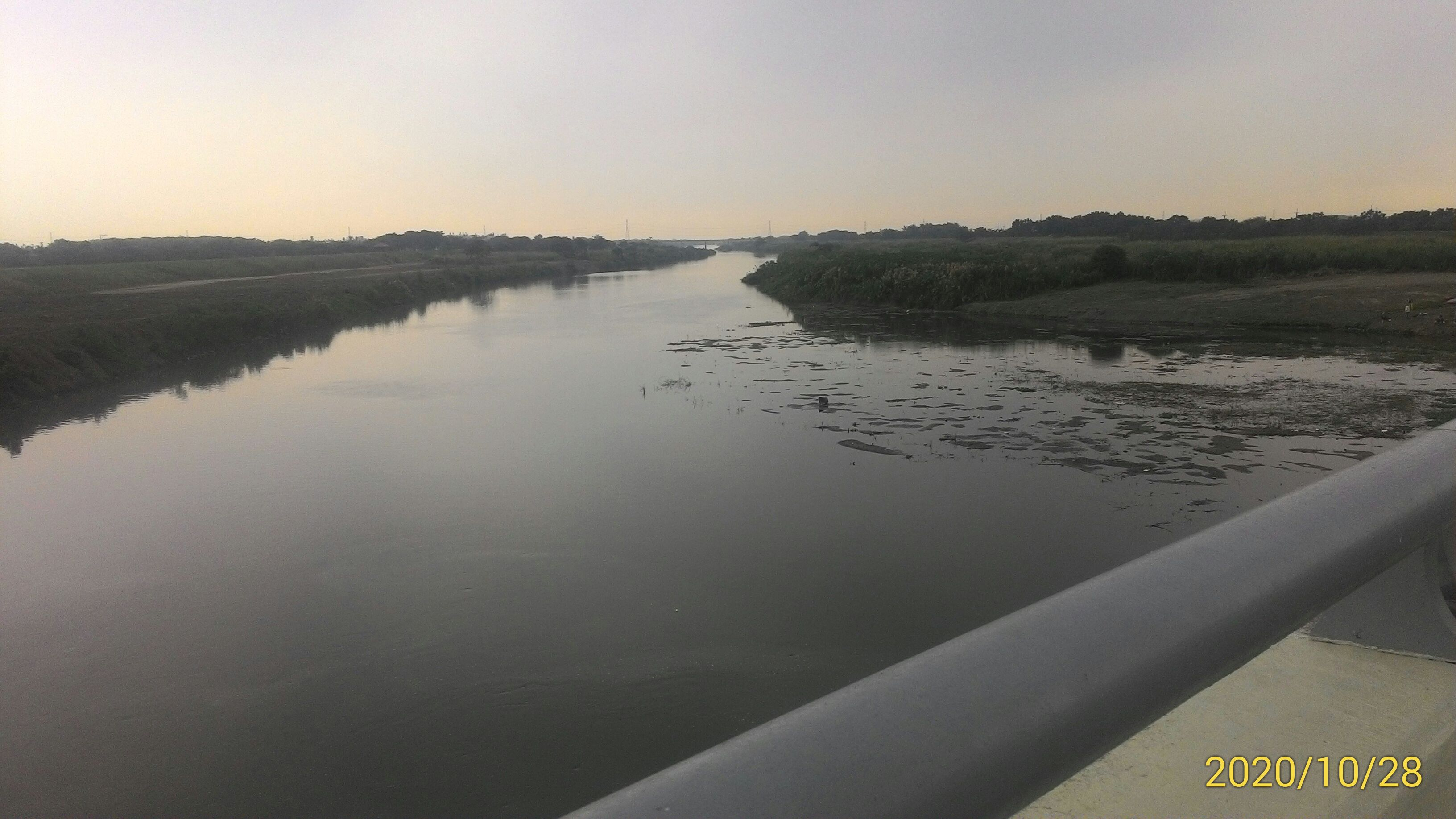
疏濬後的東港溪中游(崁頂與萬丹交界段)

崁頂鄉境內有東港溪、溪州溪及其支流貫穿，溪州溪及其支流並匯集於東港溪後而入海。

### 氣候
崁頂鄉的氣候屬於熱帶季風氣候，終年高溫，年平均溫度約為攝氏24度，最熱月份在5月至8月間，月均溫約攝氏28度；最冷月份為12月及1月，月均溫約攝氏20度。崁頂鄉的年平均降雨量約在2,000毫米以上，唯降雨季節分佈不均，係夏雨冬乾的類型。

### 人口
根據屏東縣東港戶政事務所統計，2024年底崁頂鄉戶數約4.7千戶，人口約1.5萬人，鄉內人口最多與最少的里分別是崁頂村與洲子村，2024年底兩村人口分別為3,003人與1,155人。2024年底崁頂鄉的人口年齡結構中，幼年人口佔比約18.70%，青壯年人口佔比約61.47%，老年人口佔比約19.82%，老化指數約為105.98%，是屏東縣幼年比例最高、青壯年比例最低的行政區，也是臺灣幼年比例第二高、青壯年比例第三低的鄉鎮市區。

## 政治

### 歷任首長
| 屆次 | 姓名   | 備註         |
| ---- | ------ | ------------ |
| 1    | 郭添興 |              |
| 2    | 郭添興 |              |
| 3    | 陳萬盛 |              |
| 4    | 陳萬盛 |              |
| 5    | 陳再輕 |              |
| 6    | 陳再輕 |              |
| 7    | 林德銀 |              |
| 8    | 林德銀 |              |
| 9    | 許坤山 |              |
| 10   | 許坤山 |              |
| 11   | 王龍興 |              |
| 12   | 蔡和清 |              |
| 13   | 陳明良 |              |
| 14   | 蔡和順 |              |
| 15   | 鄭志成 |              |
| 16   | 林家和 |              |
| 17   | 林光華 |              |
| 18   | 林光華 | 涉賄當選無效 |
| 18   | 曾輝地 | 補選上任     |
| 19   | 廖國富 | 現任         |

### 鄉政組織
崁頂鄉公所是崁頂鄉最高層級的地方行政機關，在中華民國政府架構中為鄉自治的行政機關，同時負責執行縣政府及中央機關委辦事項。崁頂鄉的自治監督機關為屏東縣政府。鄉長由全體鄉民直接選舉產生，任期為四年，可連選連任一次。崁頂鄉公所並置鄉政會議，為鄉政最高決策機構，在鄉長之下，設有5課3室等8個內部單位及4個附屬機關。
崁頂鄉民代表會是崁頂鄉的最高民意機關，代表崁頂鄉全體鄉民立法和監察鄉政。鄉民代表由公民直選選出，任期為四年，可連選連任。崁頂鄉民代表會共有11位鄉民代表，分別為第一選區4席鄉民代表、第二選區2席鄉民代表、第三選區2席鄉民代表、第四選區3席鄉民代表，主席、副主席由11位鄉民代表互選產生。

### 行政區
現今崁頂鄉行政範圍的確立，來自於1950年3月24日，將崁頂、過溪子、洲子、力社等地由新園鄉獨立出來，升格為崁頂鄉，屬高雄縣東港區。同年再度調整行政區域，崁頂鄉改隸新成立的屏東縣。崁頂鄉的行政區劃轄有崁頂村、園寮村、力社村、圍內村、洲子村、北勢村、越溪村、港東村等8個村，共計120鄰。
| 崁頂鄉行政區劃                                                  |
| 力社村 圍內村 洲 子 村 崁頂村 園 寮 村 北 勢 村 越溪村 港 東 村 |

## 公共服務

### 警政治安
- 屏東縣政府警察局東港分局
  - 崁頂分駐所

### 消防
- 屏東縣政府消防局第三大隊
  - 崁頂分隊

### 環保
- 崁頂焚化爐
  - 崁頂清潔隊
  - 崁頂森林公園
  - 崁頂游泳池

### 醫療
- 崁頂鄉衛生所

### 文教
- 崁頂圖書館

### 休閒
- 崁頂鄉生態公園

## 經濟

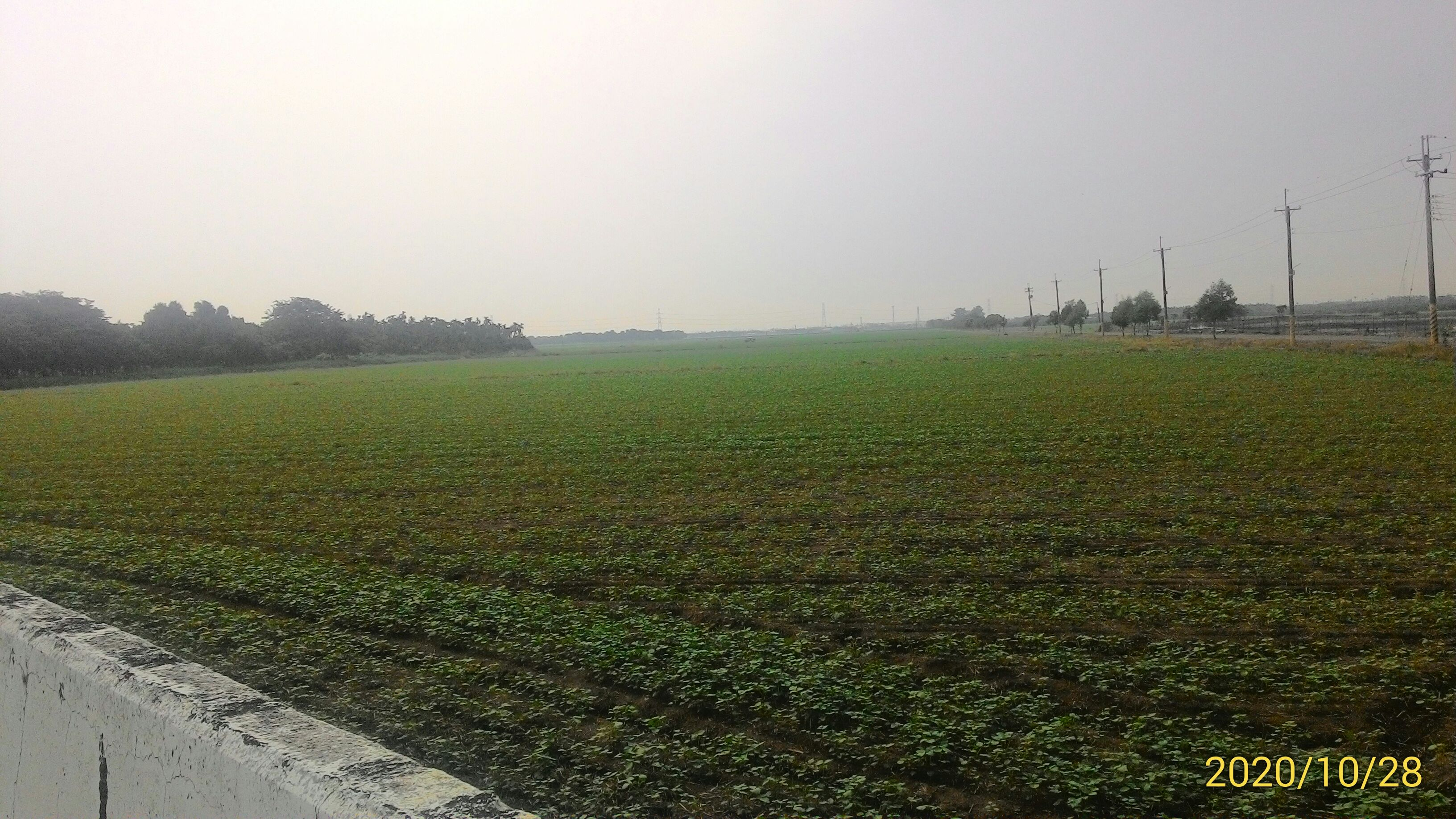
土葛路(屏73鄉道)旁的毛豆田

### 農業
- 毛豆
- 紅豆
- 胡麻
- 苦瓜
- 水稻

### 畜牧
- 豬
- 雞

### 水產養殖
- 泰國蝦

### 特產
- 崁頂麻油、芝麻醬
- 苦瓜
- 崁頂山產
- 崁頂魯米粉
- 崁頂涼麵

## 教育

### 國民中學
- 屏東縣私立南榮國民中學（代用國民中學）

### 國民小學
- 屏東縣崁頂鄉崁頂國民小學
- 屏東縣崁頂鄉港東國民小學
- 屏東縣崁頂鄉力社國民小學

### 托兒所
- 屏東縣崁頂鄉立托兒所
- 港東國民小學附設幼兒園

## 交通

### 公路
國道
- 國道三號（福爾摩沙高速公路）
  - 崁頂交流道（421k）

縣道
- 縣道185甲線（原屏58線。2014年1月10日併編）
- 縣道187號：潮州鎮 - 崁頂鄉 - 東港鎮

鄉道
- 屏64線
- 屏67線
- 屏68線
- 屏69線
  - 屏69-1線
- 屏70線
- 屏72線
- 屏73線
- 屏75線
- 屏76線

### 鐵路
臺灣鐵路公司
- 屏東線：崁頂車站

### 客運
- 高雄客運
  - 519：東港轉運站－南州－潮州轉運站
- 屏東客運
  - 8213：潮州－過溪仔－東港
  - 8215：潮州－北勢－東港

### 公共自行車
YouBike2.0系統於2023年2月1日正式營運，截至2025年5月28日於崁頂鄉內設置1處站點。

## 旅遊

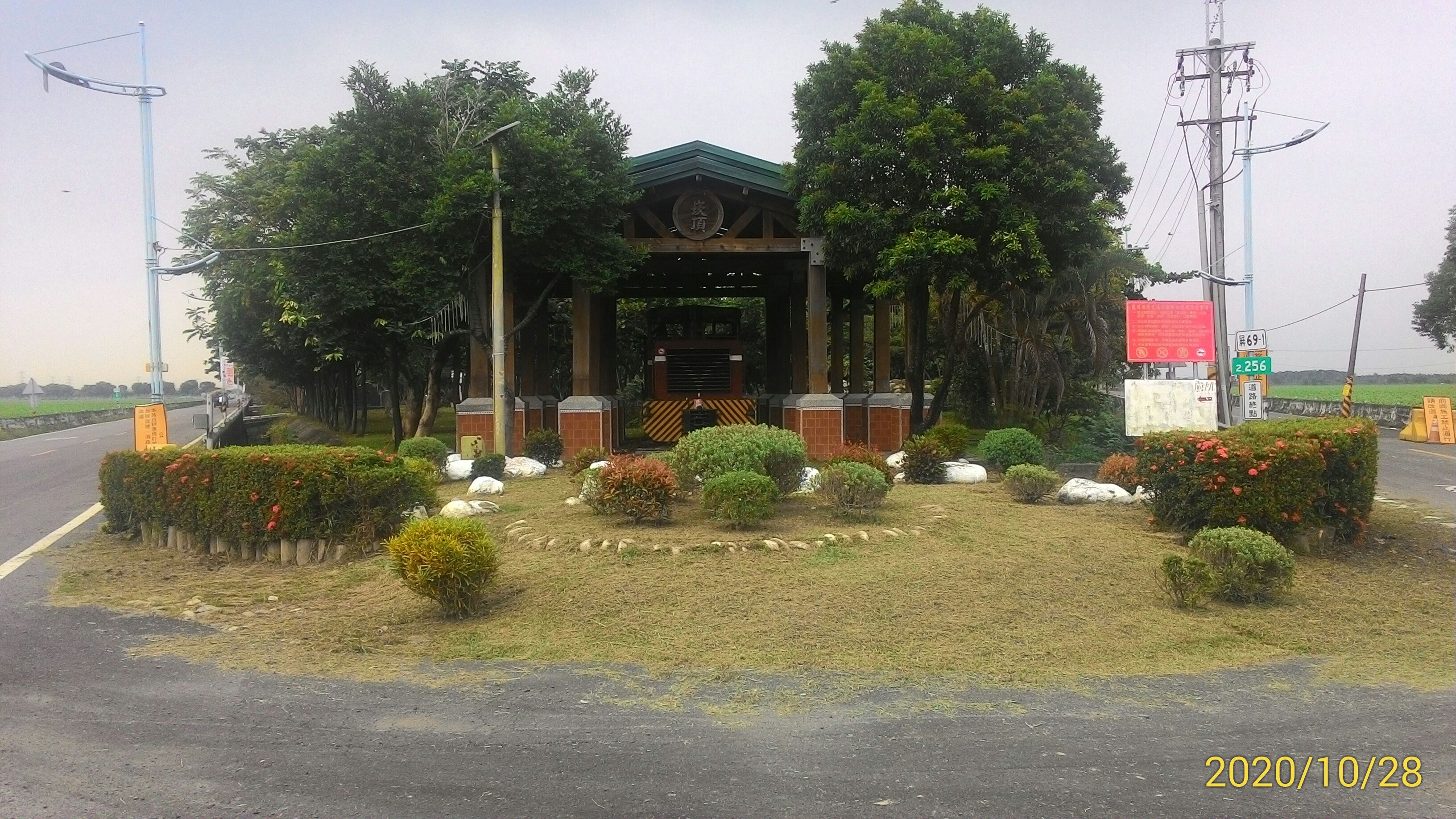
崁頂鄉生態公園

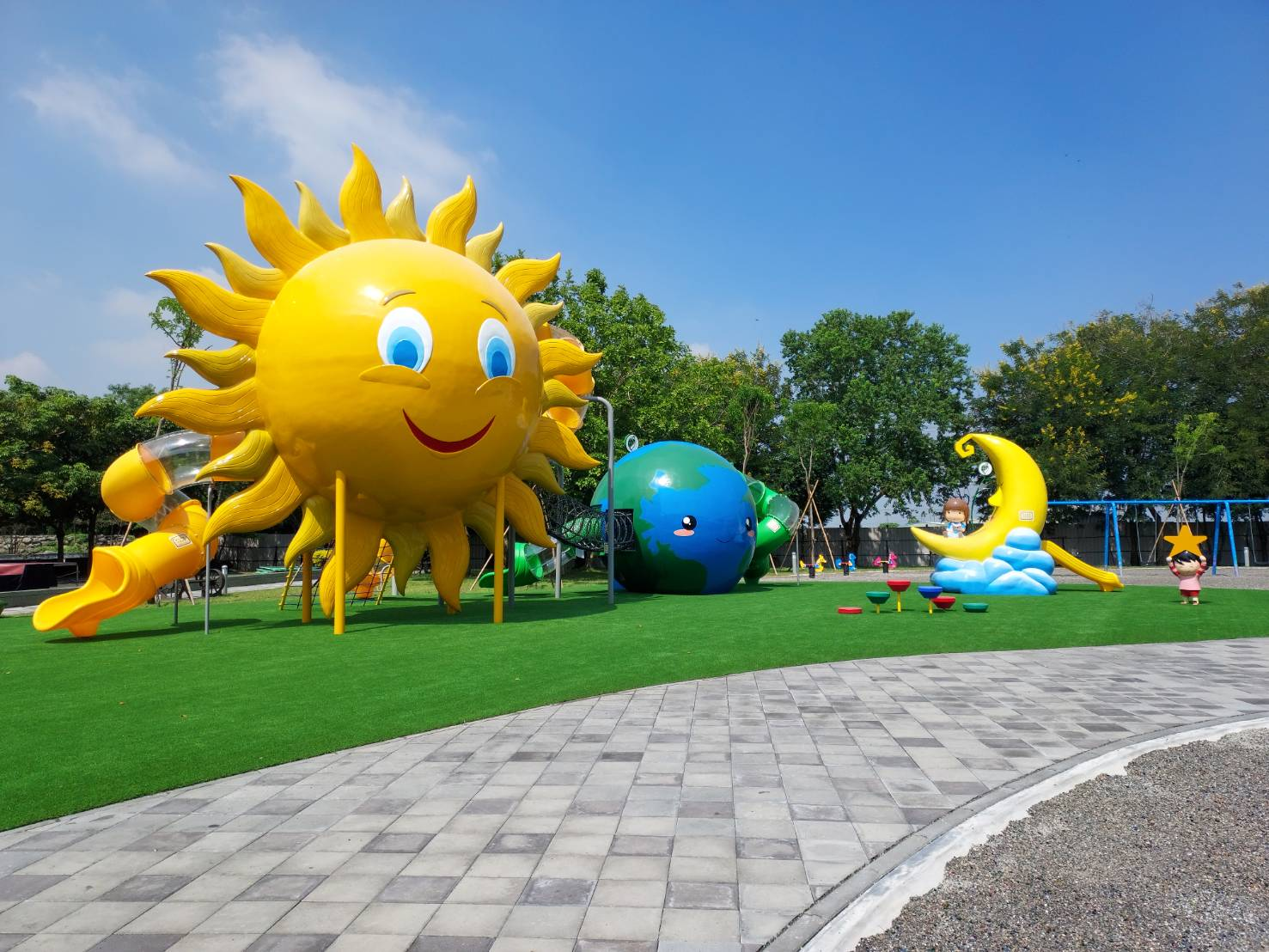
2022年落成的崁頂環保共融公園

- 崁頂環保共融公園
- 崁頂鄉溫水游泳池
- 崁頂鄉生態公園
- 越溪社區活動中心
- 越溪老榕樹
- 南望安茄苳樹
- 東港溪崁頂堤防

## 歷史古蹟
- 崁頂日軍通訊中心遺址
- 崁頂倪家古厝
- 崁頂街庄禁掘沙土護塚約碑(清乾隆)

「港東之里，有街曰嵌頂，人煙輻湊，四民雲集，巍然一巨鎮也。東望傀儡，蜿蜒磅礡，趨街首而闢康衢，西北有埔，形勢陡起，寬且厚，實為本街屏藩，各庄門戶焉。上有墓鱗疊成塚，居民掘取沙土逼墳埕，幾溝壑矣。疊疊幽城風淒露冷，一遭崩憒魂魄何依。仁人君子能勿怵惕，紖乃地靈人傑坤輿鍾衍，宜陪厚不宜削耶。爰是邀街庄立禁約，掘者罰戲，違約即呈官，以固地脈，以安泉壤。嗚呼資乃義舉，既詢謀而僉同事屬良心尚永遵而勿失。」(乾隆三十九年十一月 莊江柯哲瀾全街庄等立碑)

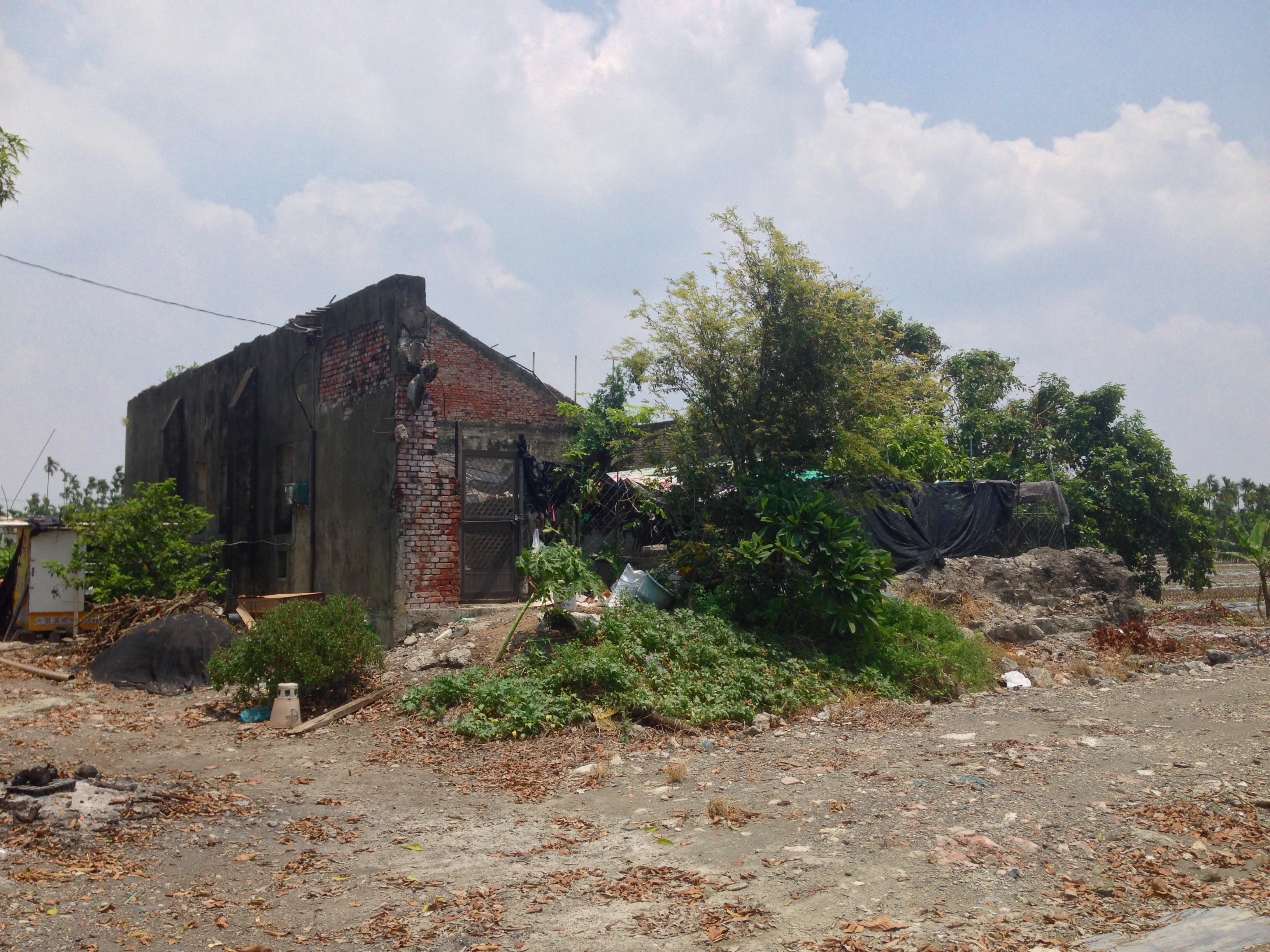
崁頂日軍通訊中心遺址

- 力社北院廟（建於清乾隆初年，曾設有「社學」）
- 社尾-平埔族祭祀祖靈的「公廨」
- 港東村羅家祖厝、古厝
- 港東村日軍機槍碉堡兩座

## 公共建設

崁頂田園風光(遠處為焚化爐)

- 崁頂焚化爐
- 崁頂圖書館

## 宗教信仰
- 崁頂北極宮（每三年舉行一次平安遶境祭典）
- 港東港隆宮
- 港東李隆宮
- 崁頂基督教長老教會
- 崁頂鄉召會

## 外部連結
- 崁頂鄉公所 （页面存档备份，存于）